# Ammotrechula catalinae
Ammotrechula catalinae är en spindeldjursart som beskrevs av Muma 1989. Ammotrechula catalinae ingår i släktet Ammotrechula och familjen Ammotrechidae. Inga underarter finns listade i Catalogue of Life.